# Castelul Teleki din Comlod

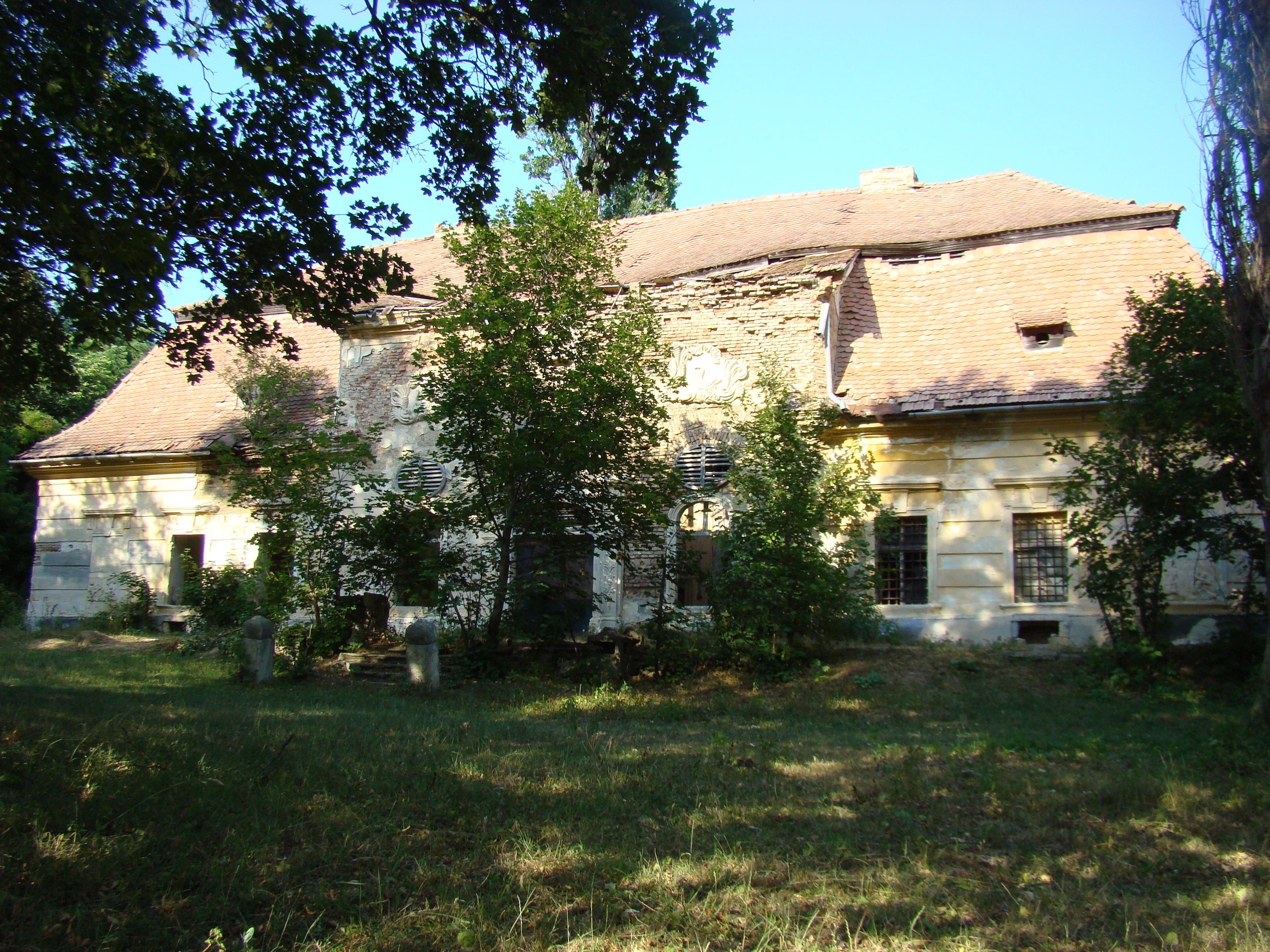
Castelul Teleki din satul bistrițean Comlod, foto: iulie 2012

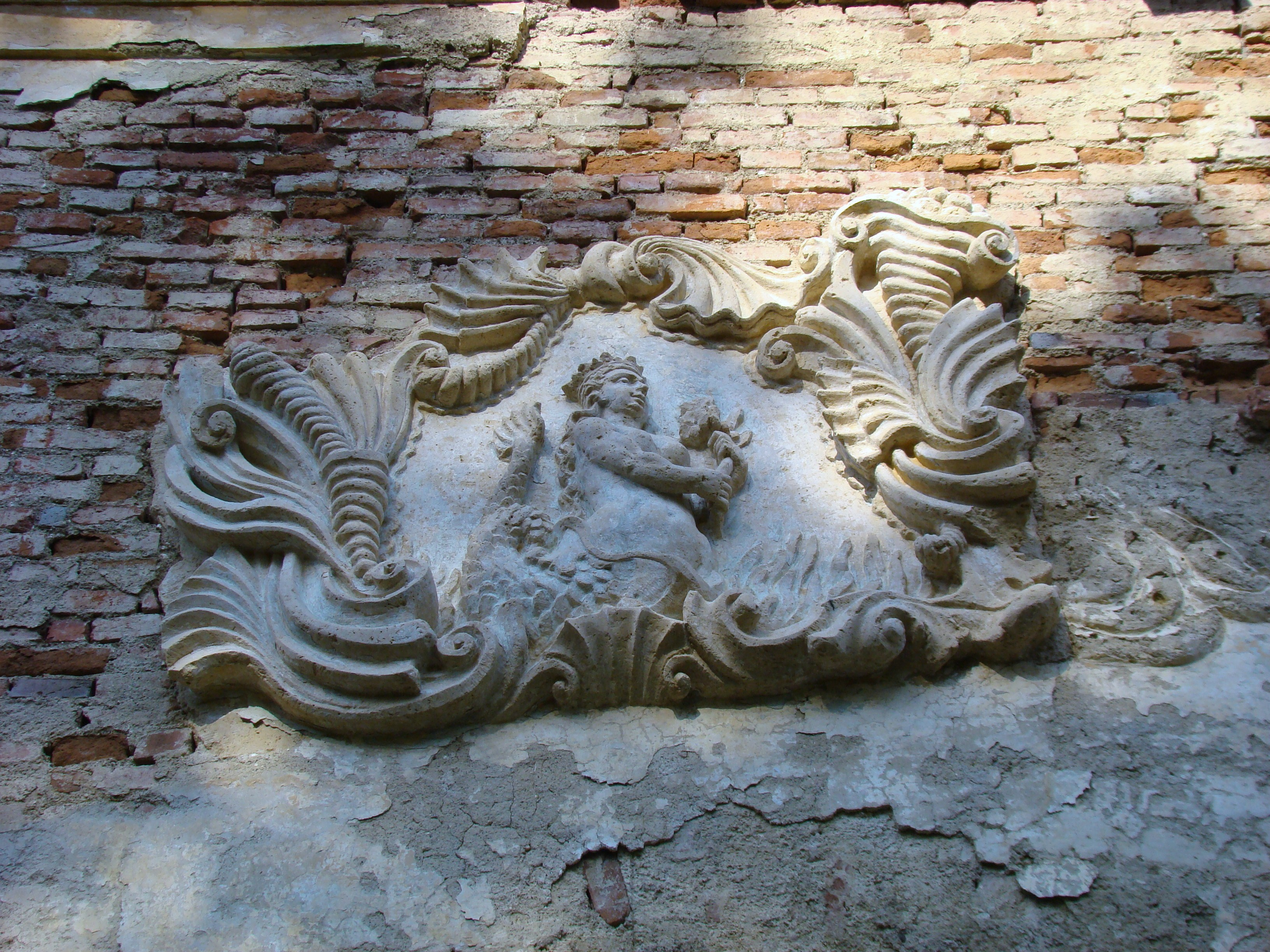
Blazonul familiei Wesseleny realizat de Anton Schuchbauer

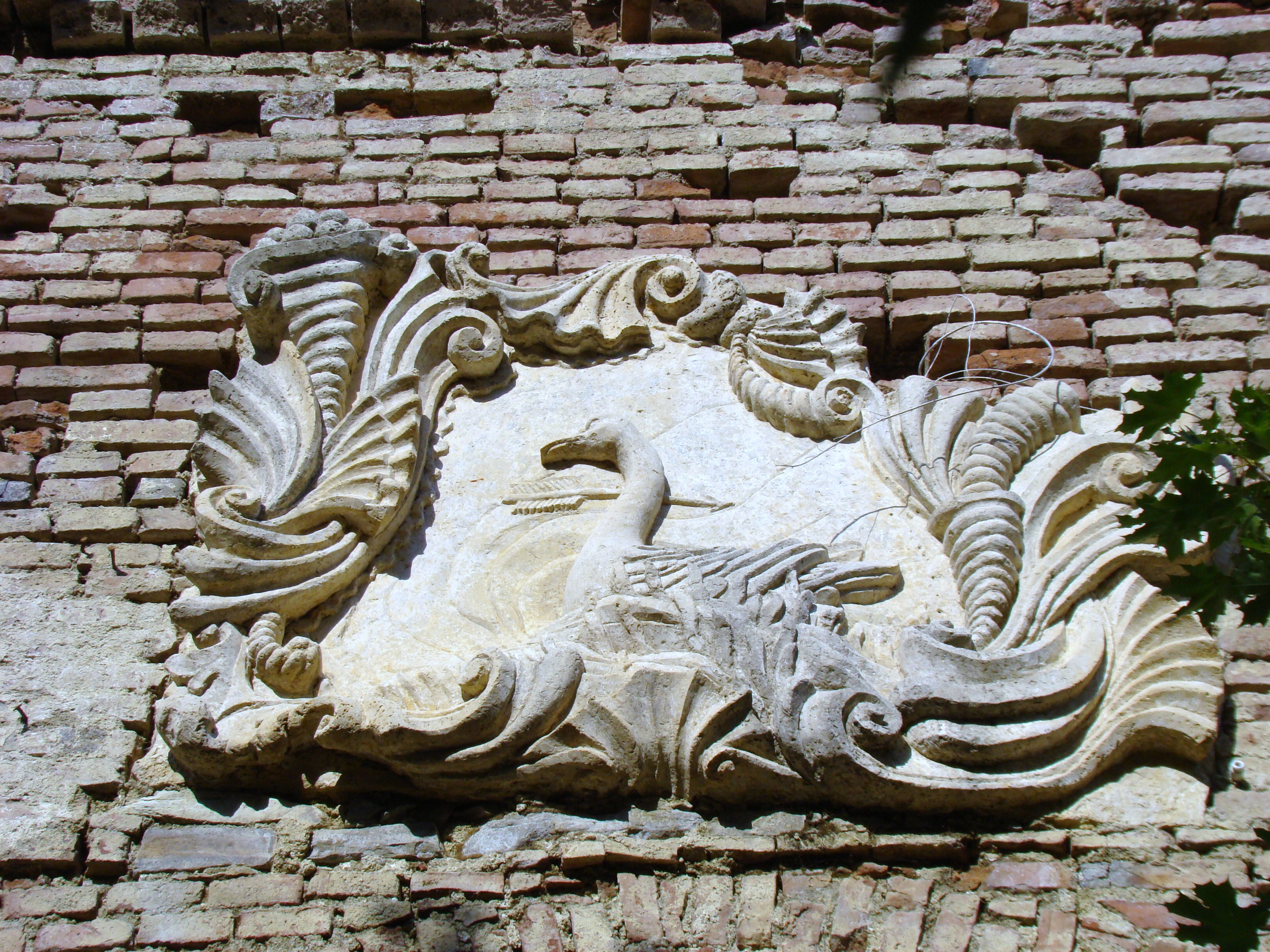
Blazonul familiei Dániel realizat de Anton Schuchbauer

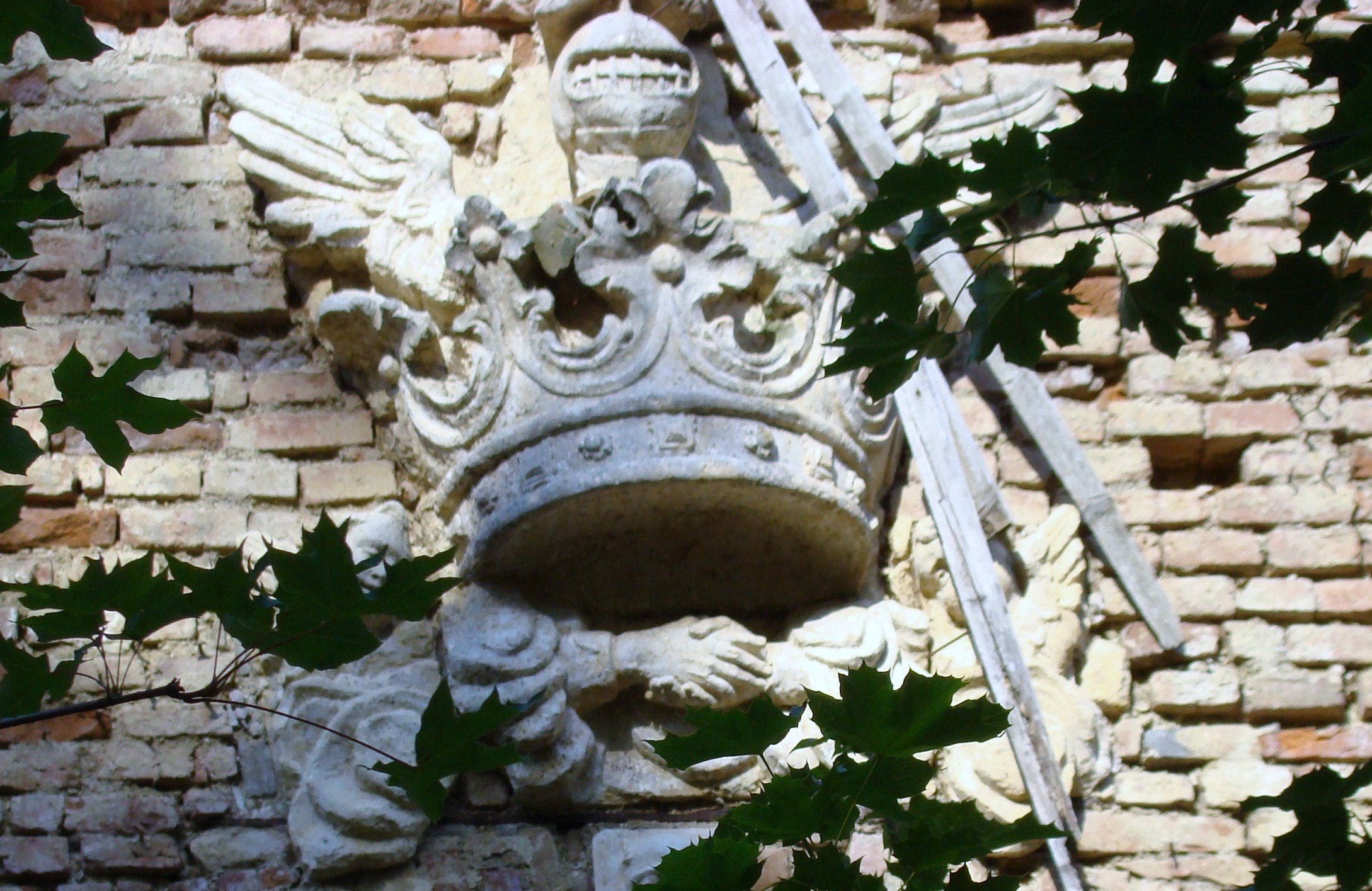
Coroana, simbolul alianței celor două familii nobiliare

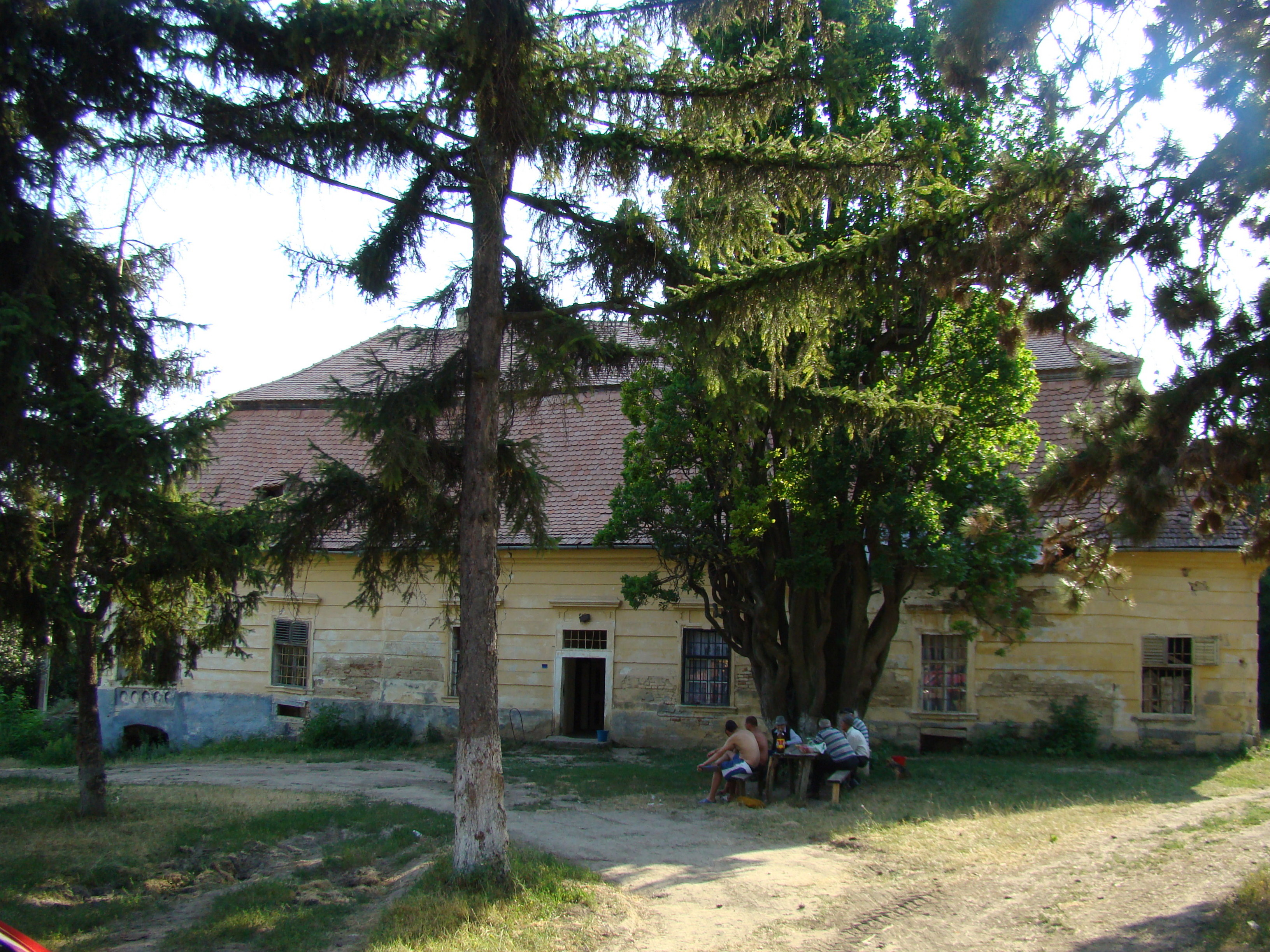
Castelul se află în patrimoniul Consiliului Județean Bistrița; în singura aripă neprăbușită funcționează o „instituție de culturalizare” a maselor: un bar; partea prăbușită e folosită pe post de toaletă publică și depozit de gunoaie

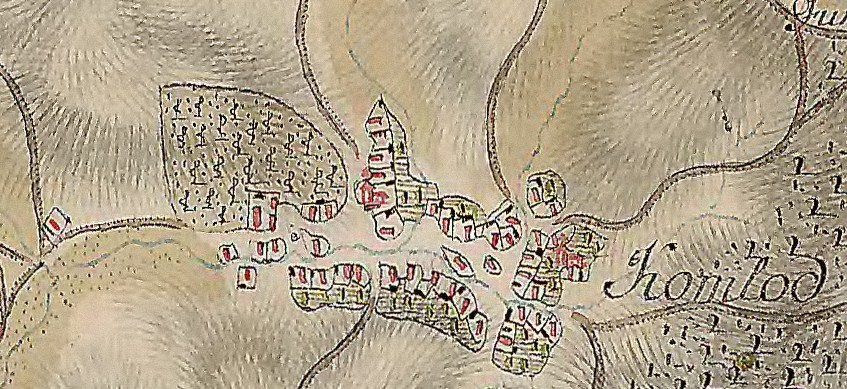
Castelul apare și pe harta iozefină a Transilvaniei (partea stângă a imaginii)

Castelul Teleki din satul bistrițean Comlod este unul din cele 11 castele din județul Bistrița-Năsăud declarate monumente istorice de către Ministerul Culturii din România (cod LMI BN-II-m-A-01631). Majoritatea sunt într-o stare avansată de degradare.

## Istoric și trăsături
Familia Teleki de Szok a fost o familie nobiliară din Transilvania, originară din Teleac (de unde îi provine numele). Principala reședință era castelul de la Gornești, actualmente în județul Mureș. Mihaly Teleki (1634 - 1690) a inițiat ascensiunea familiei și a deținut și funcția de cancelar al Transilvaniei în perioada domniei lui Mihai Apafi I (1662-1690). Apafi, înscăunat prin susținerea Porții a fost un domnitor slab, conducerea fiind deținută efectiv de soția sa Anna Bornemissza și Mihaly Teleki. Teleki, denumit și "flagelul lui Dumnezeu pentru Transilvania" (Mihai Cserei) a devenit în această perioadă unul dintre cei mai bogați oameni ai principatului. Drept răsplată pentru activitatea sa, împăratul Leopold l-a numit conte. Din această familie au făcut parte: Mihaly Teleki (1634, Oradea - 21 august 1690), căzut în luptă cu oastea otomană la Tohanu Vechi; Pal Teleki (1677-1731), filantrop, susținător al lui Francisc Rakoczi II în războiul curut; Samuel Teleki(1739-1822), fondatorul Bibliotecii Teleki; Geza Teleki (1843-1913), ministru de interne al Ungariei; Samuel Teleki (1845-1916), explorator, strănepotul lui Samuel Teleki. 
Palatul de la Comlod este construit în 1756, după cum atestă inscripția de pe fațada clădirii, de către Istvan Wesselenyi de Hadad (în română Hodod - unde se află o altă reședință a familiei) care se căsătorește în 1742 cu Polixenia Daniel la Vargyas (in română Vârghiș). Blazoanele din piatră ale celor două familii domină și acum fațada principală a palatului: sub o coroană – simbol al alianței familiilor – se vede sirena cu un trandafir în mână, blazon al familiei Wesselenyi, și lebăda cu gâtul străpuns de o săgeată, blazonul familiei Daniel. Cele două blazoane sunt executate în piatră de celebrul sculptor Anton Schuchbauer în 1786.
În secolul XIX palatul ajunge în posesia familiei Teleki. În 1951, clădirea este naționalizată, pentru ca după Revoluția din 1989 să intre în administrația Consiliului Județean Bistrița.
Palatul este o construcție reprezentativă pentru barocul transilvănean, cu o puternică tentă rurală. Clădirea constă într-un singur volum masiv și compact, cu un acoperiș tipic baroc, înalt și în două pante. Subsolul palatului, acoperit cu bolți de factură renascentistă, sugerează existența unei etape de construcție datând din secolul XVII. Parterul este baroc, cu bolti la interior, arce in leagăn la partea superioară a golurilor și două ferestre de formă ovoidală pe fațada principală. Portalul din piatră sculptată de la intrare este și el tratat în manieră barocă, cu forme curbe și motive specifice (cochilia de scoică).
Palatul era înconjurat de o grădină frumos amenajată, cu numeroase alei străjuite de carpeni, din care nu a mai rămas aproape nimic. Importanța, în trecut, a grădinii, ca element privilegiat al ansamblului, este pusă în evidență de tratarea fațadei dinspre grădină ca fațadă principală a palatului.
În, 1951 castelul a fost naționalizat, în 2008 a intrat în posesia Consiliului Județean Bistrița-Năsăud, fără bani pentru reabilitare. În 2015, autoritățile au scos la vânzare castelul, la prețul de 110.000 de euro, dar fără succes.
În 2017 plenul Consiliului Județean a aprobat înscrierea imobilului ”Castel Teleki” în domeniul public al județului Bistrița-Năsăud. De facto, este vorba doar de niște ziduri ce au mai rămas în picioare, întreaga construcție din secolul al XVIII-lea fiind căzută în fostele pivnițe. 
Castelul Teleki din Comlod este compus dintr-un imobil în regim de înălțime beci + parter (beci – 3 camere cu suprafața 230 mp, la parter 14 camere – 400 mp), plus teren intravilan pe o suprafață de 7843 mp.

## Imagini

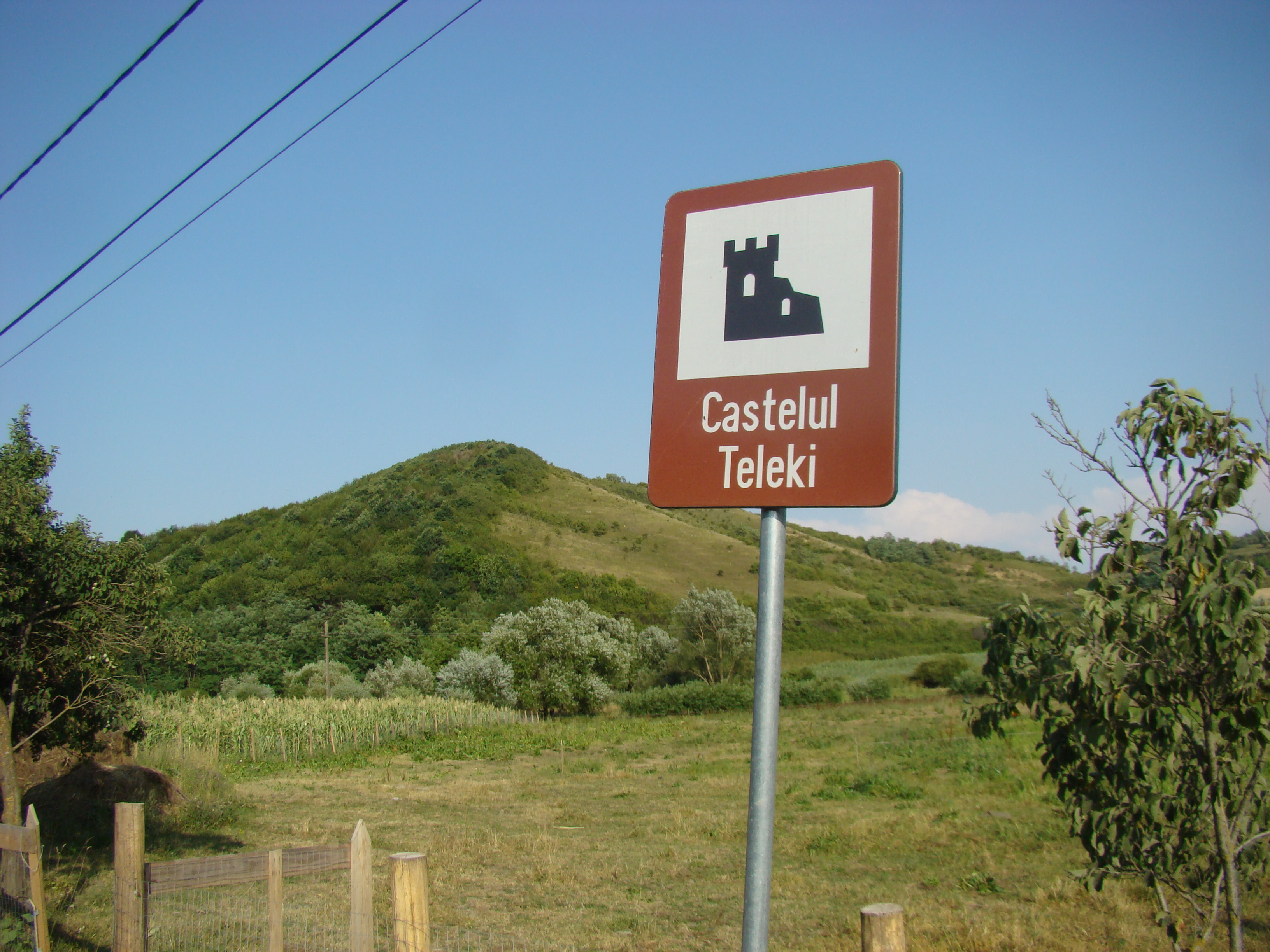
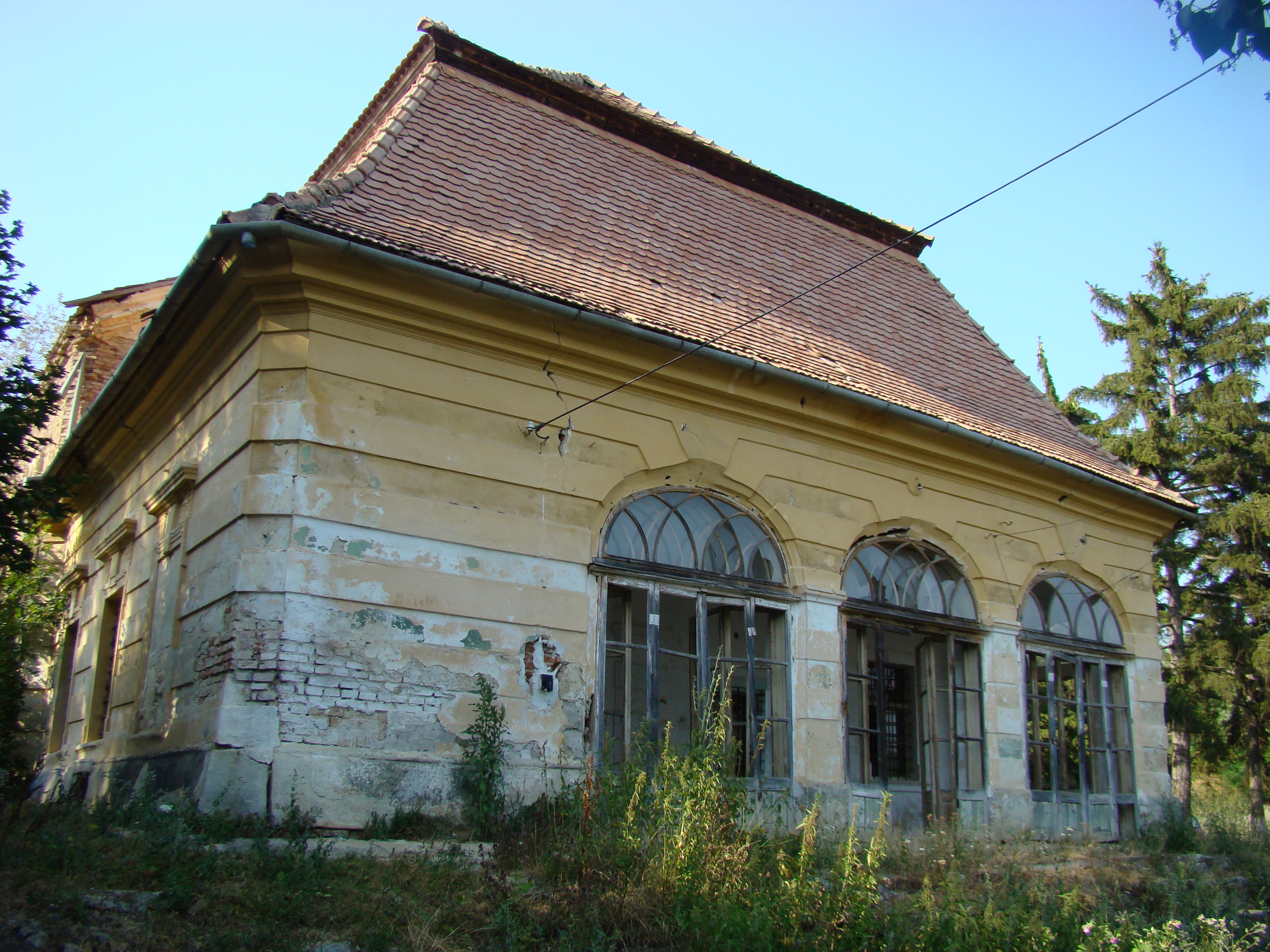
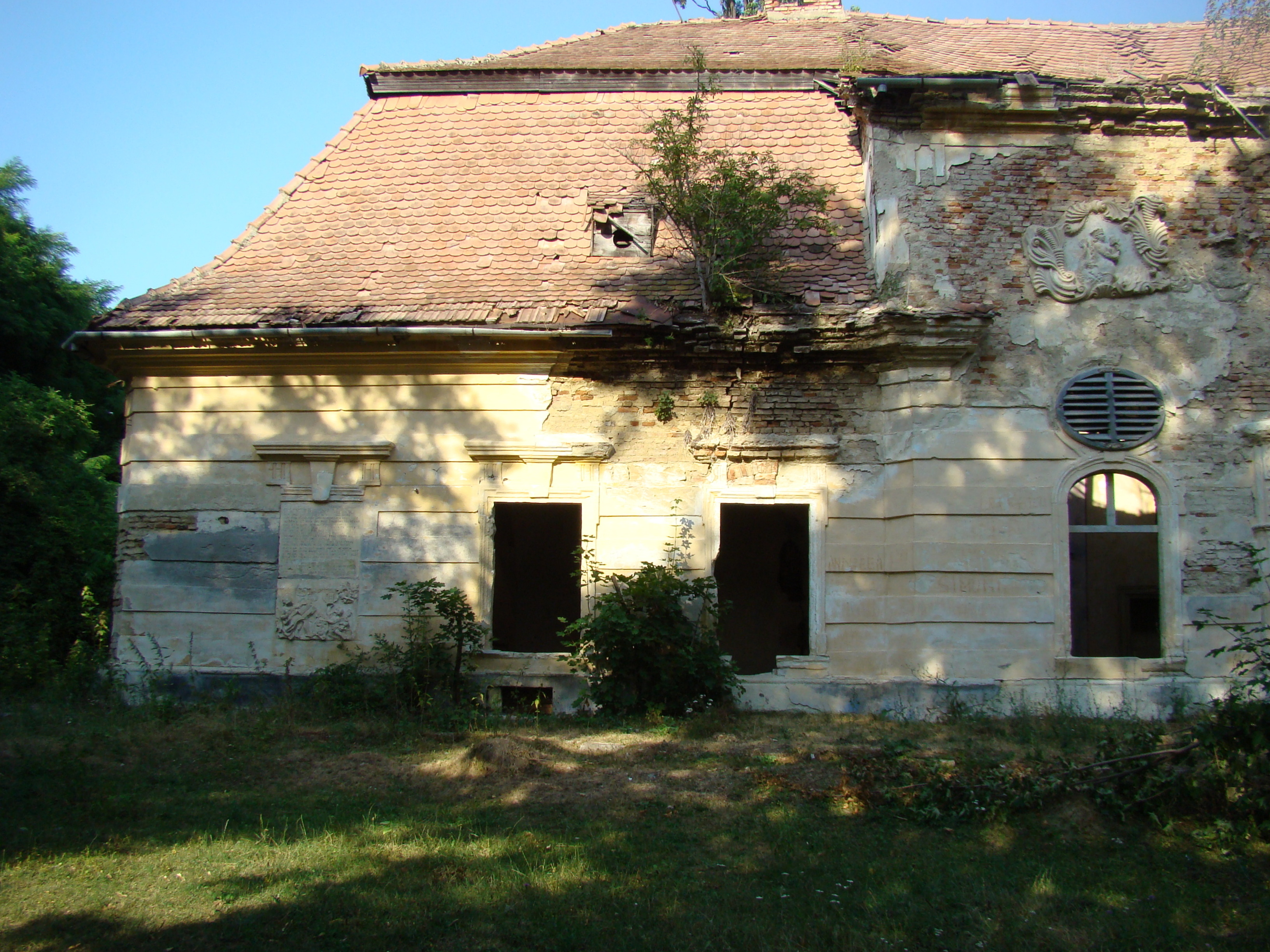
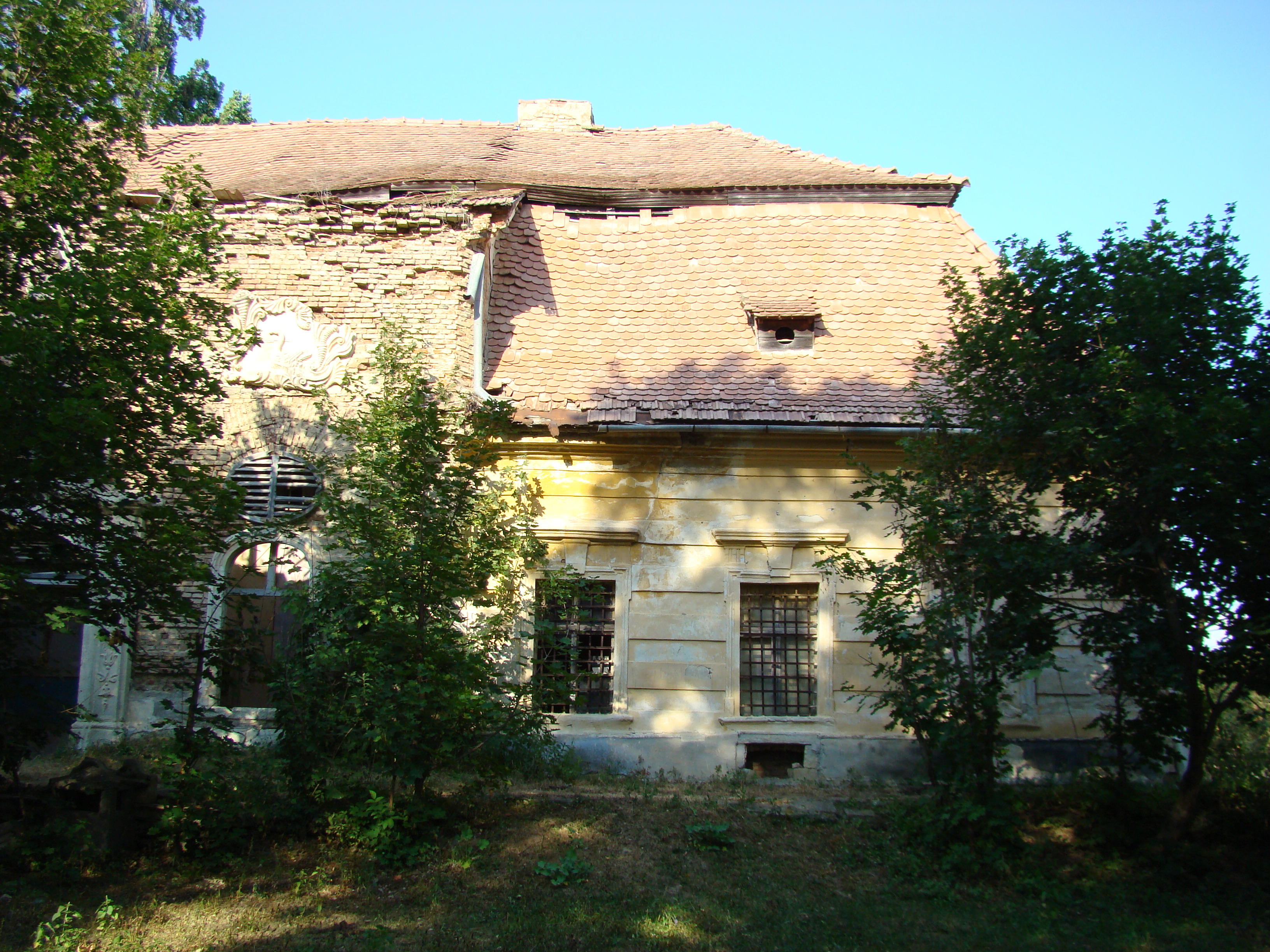
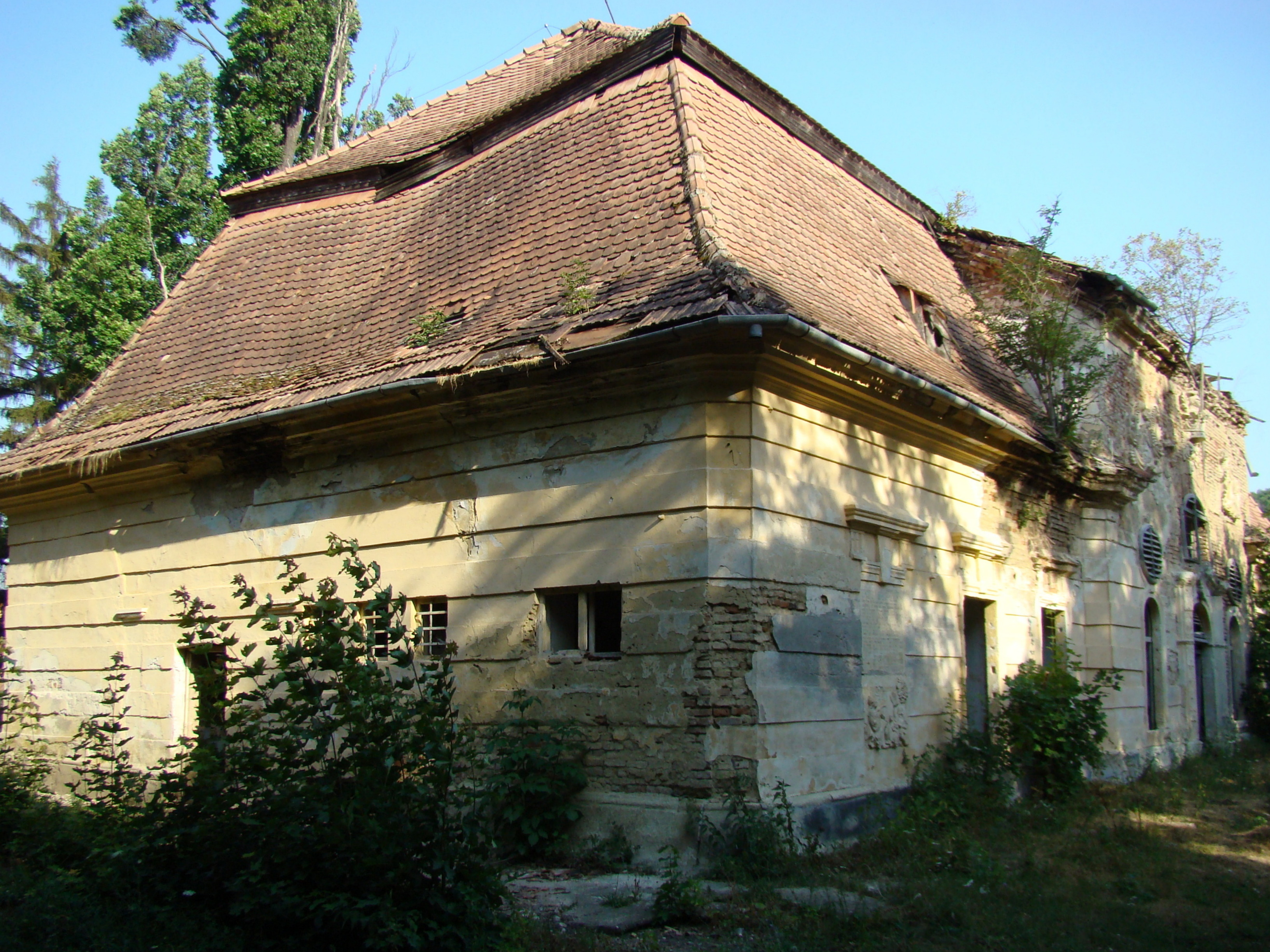
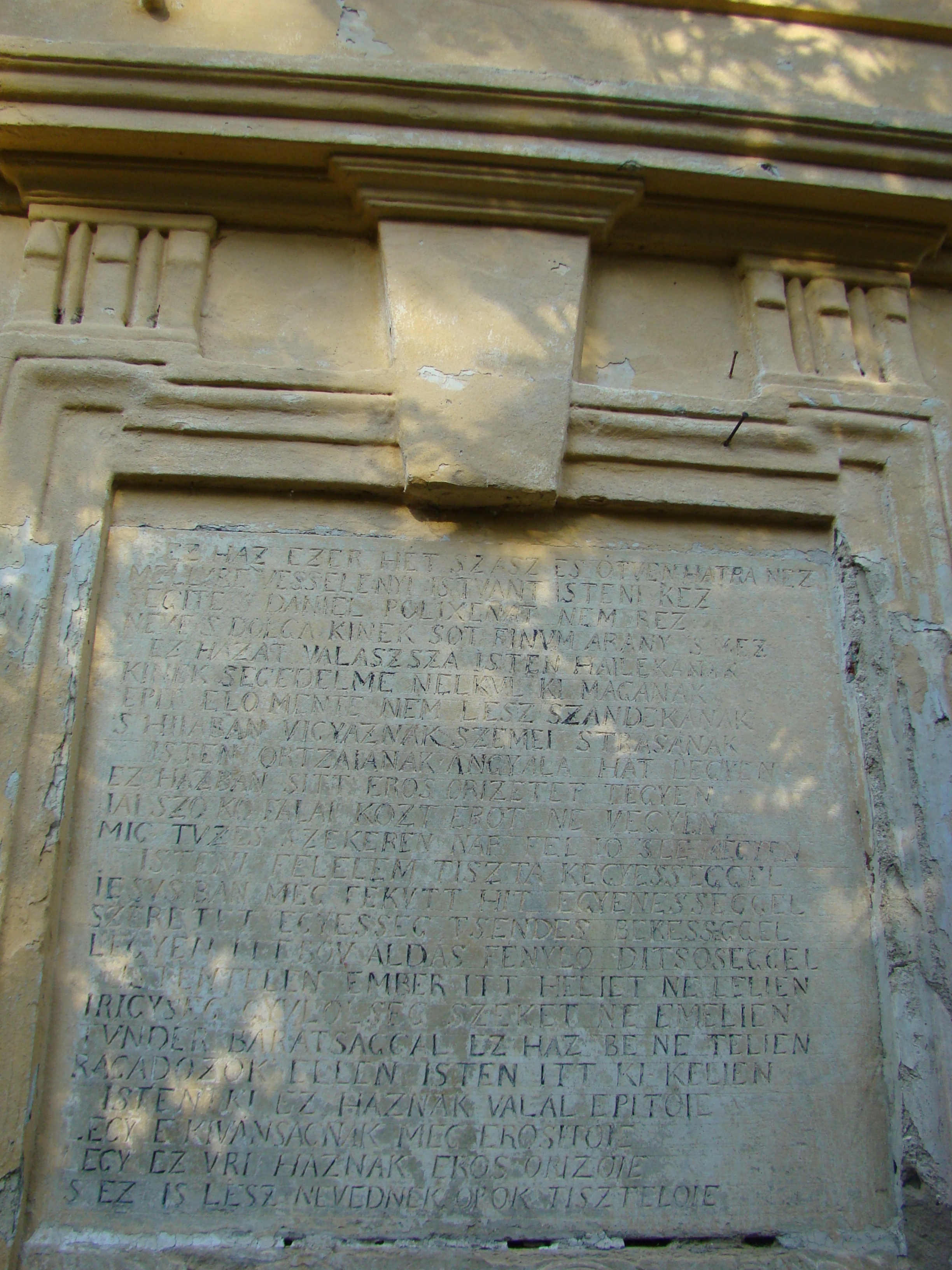
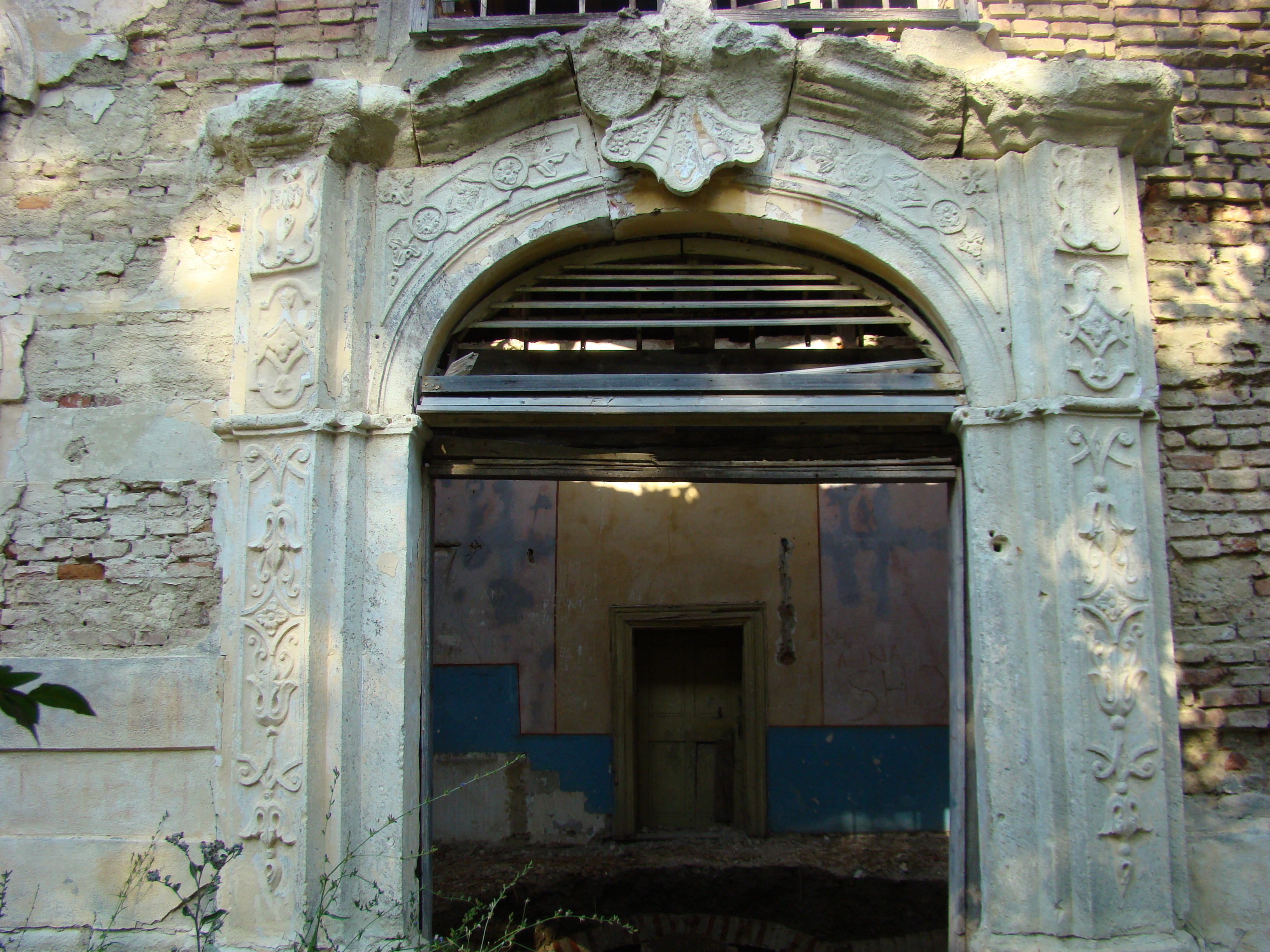
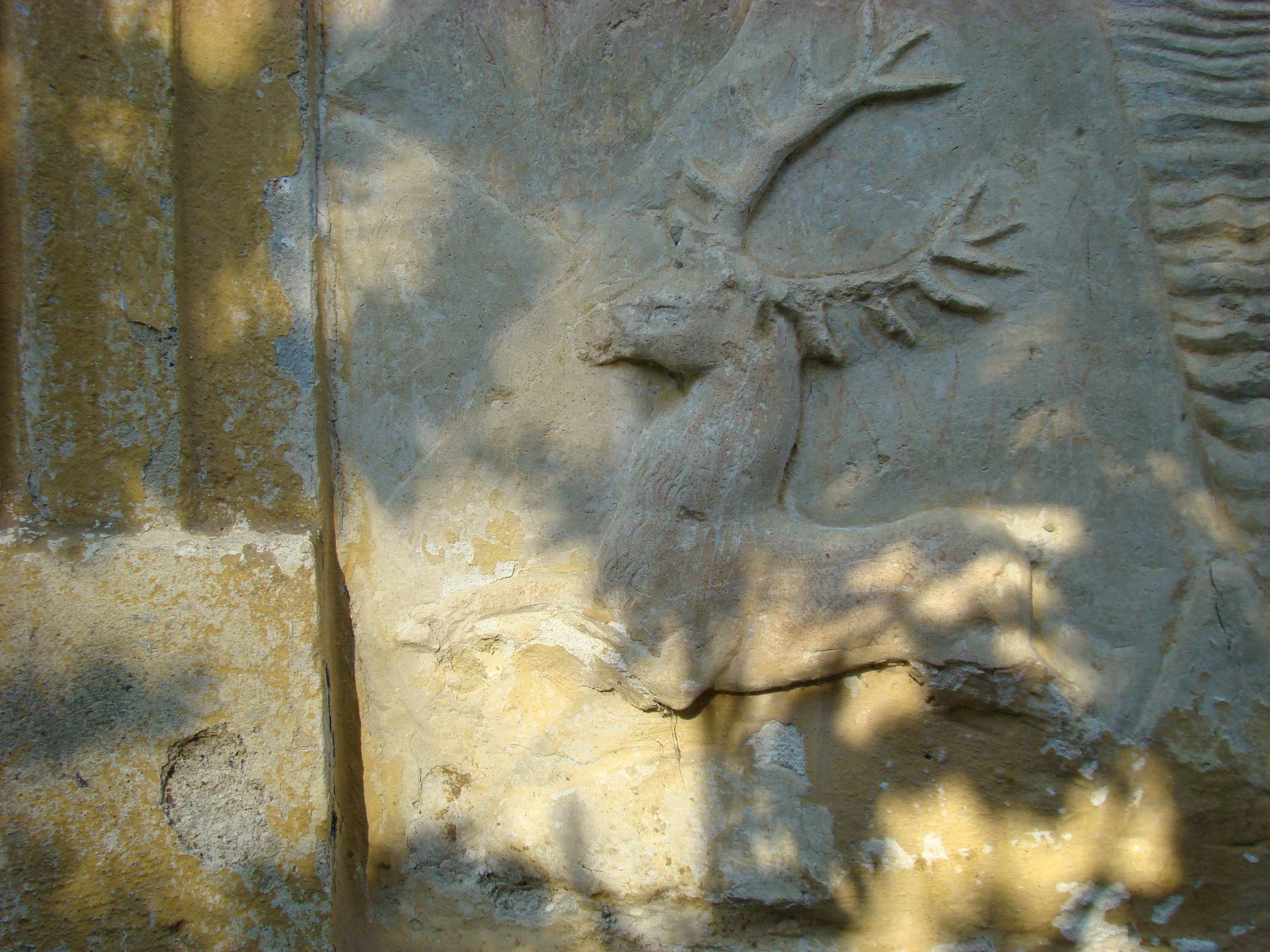
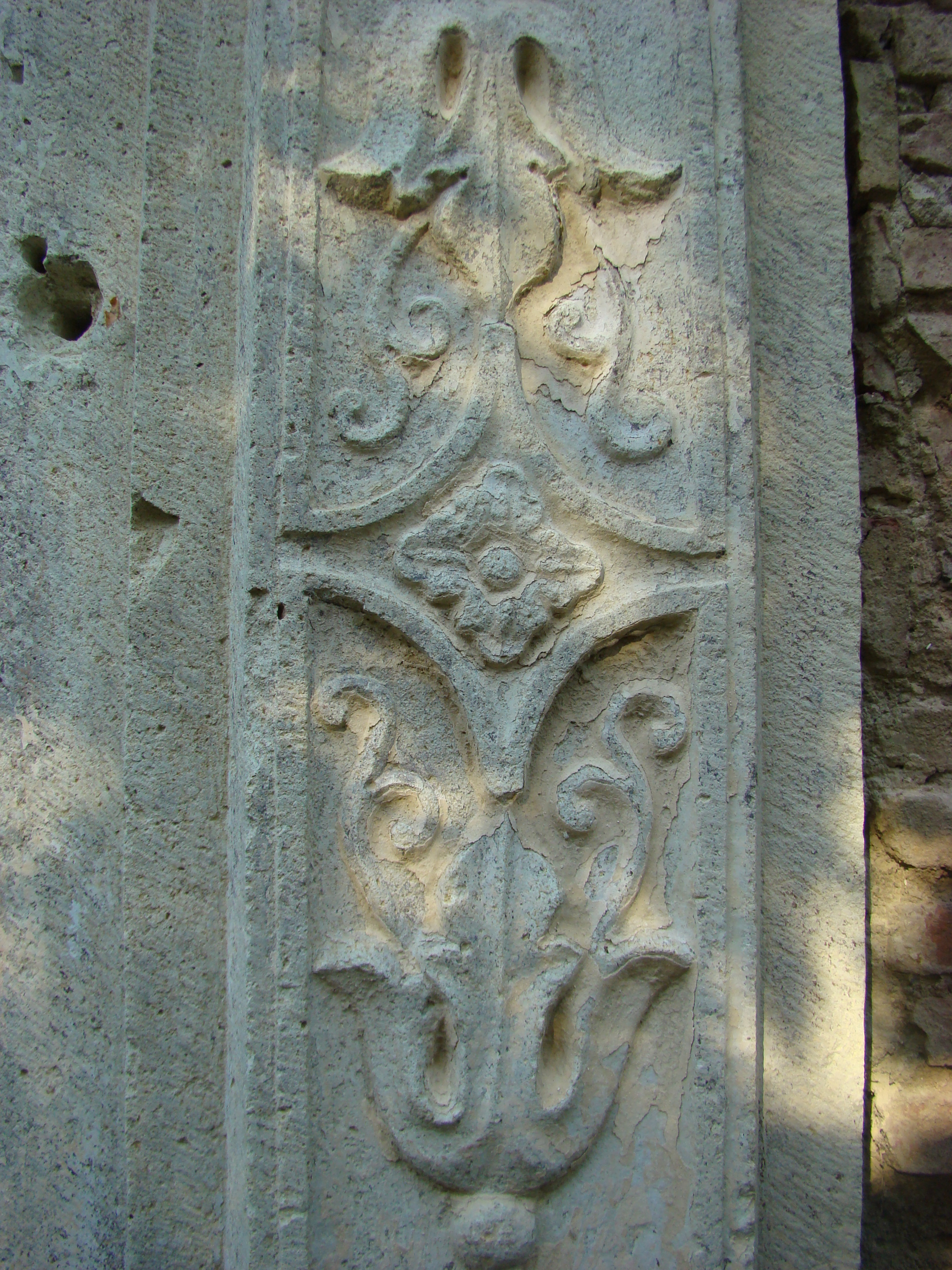
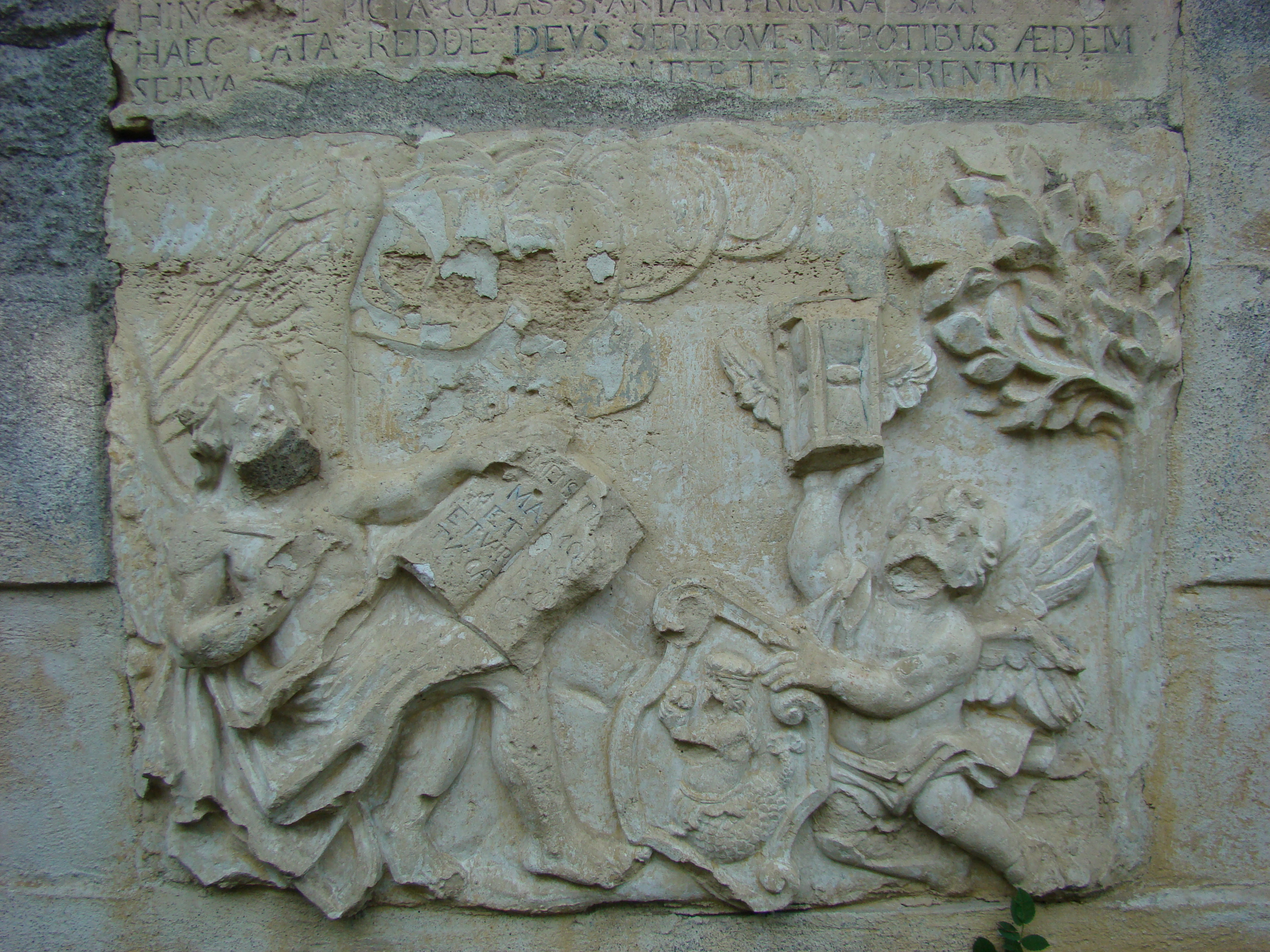
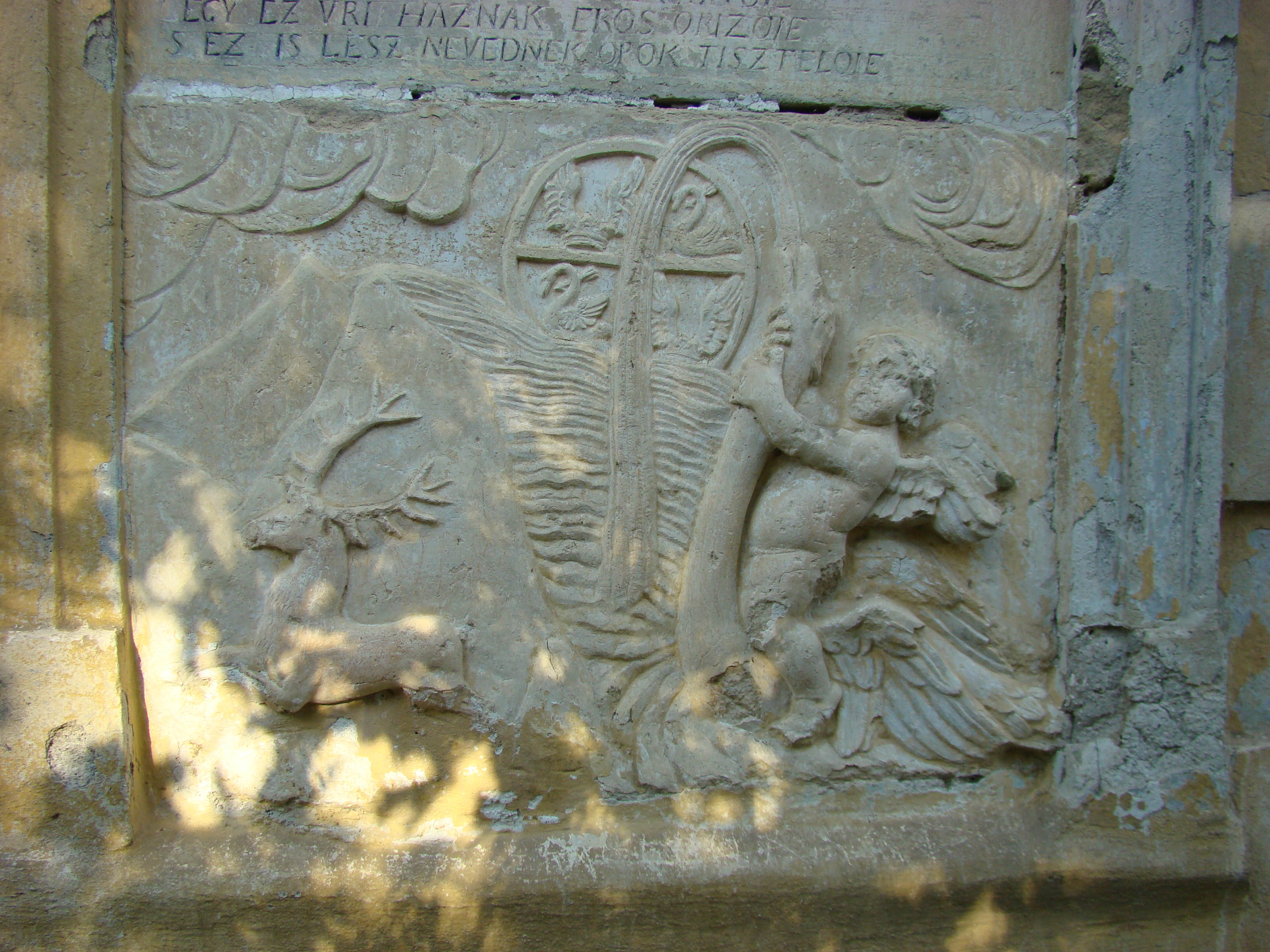
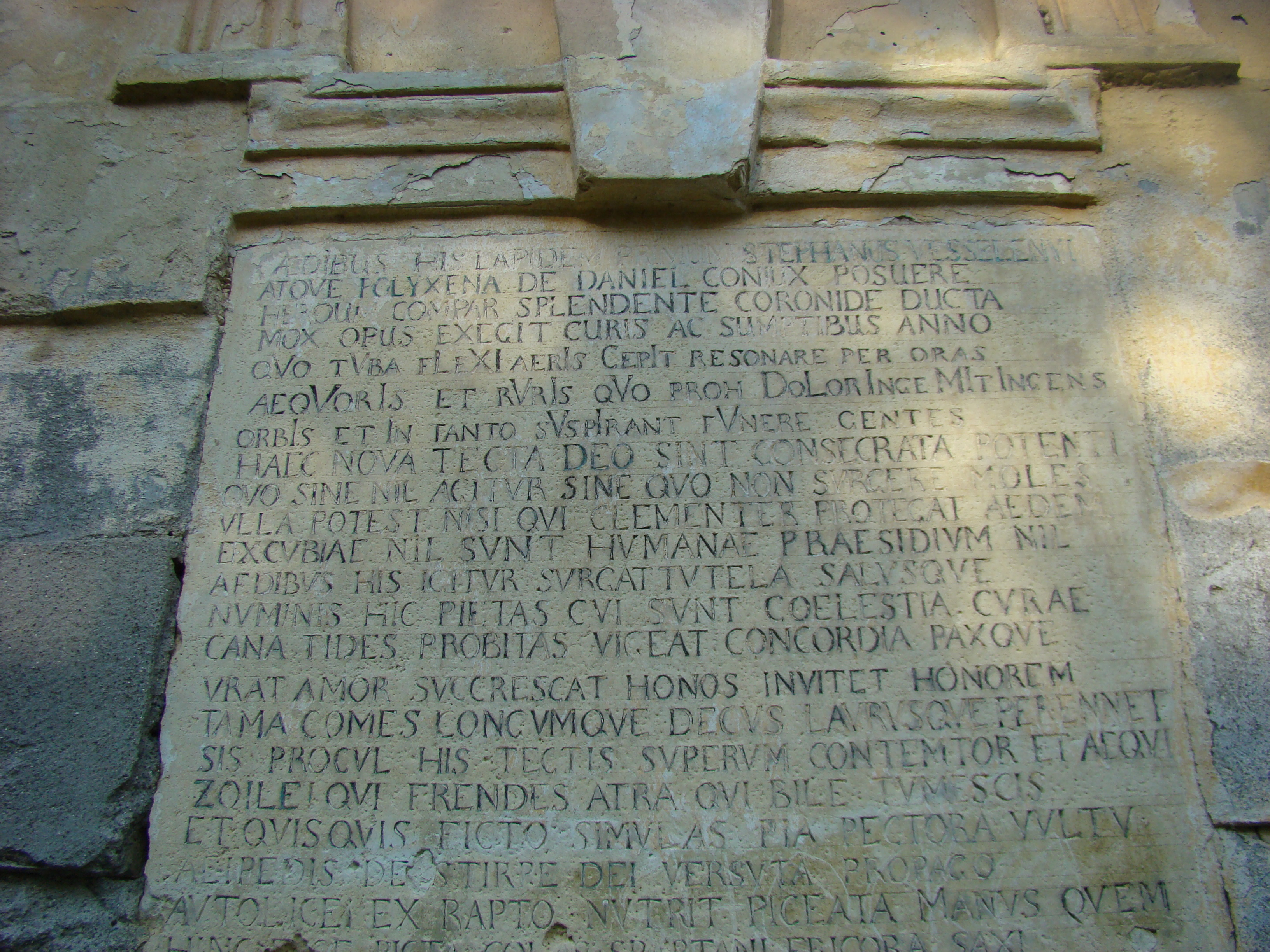
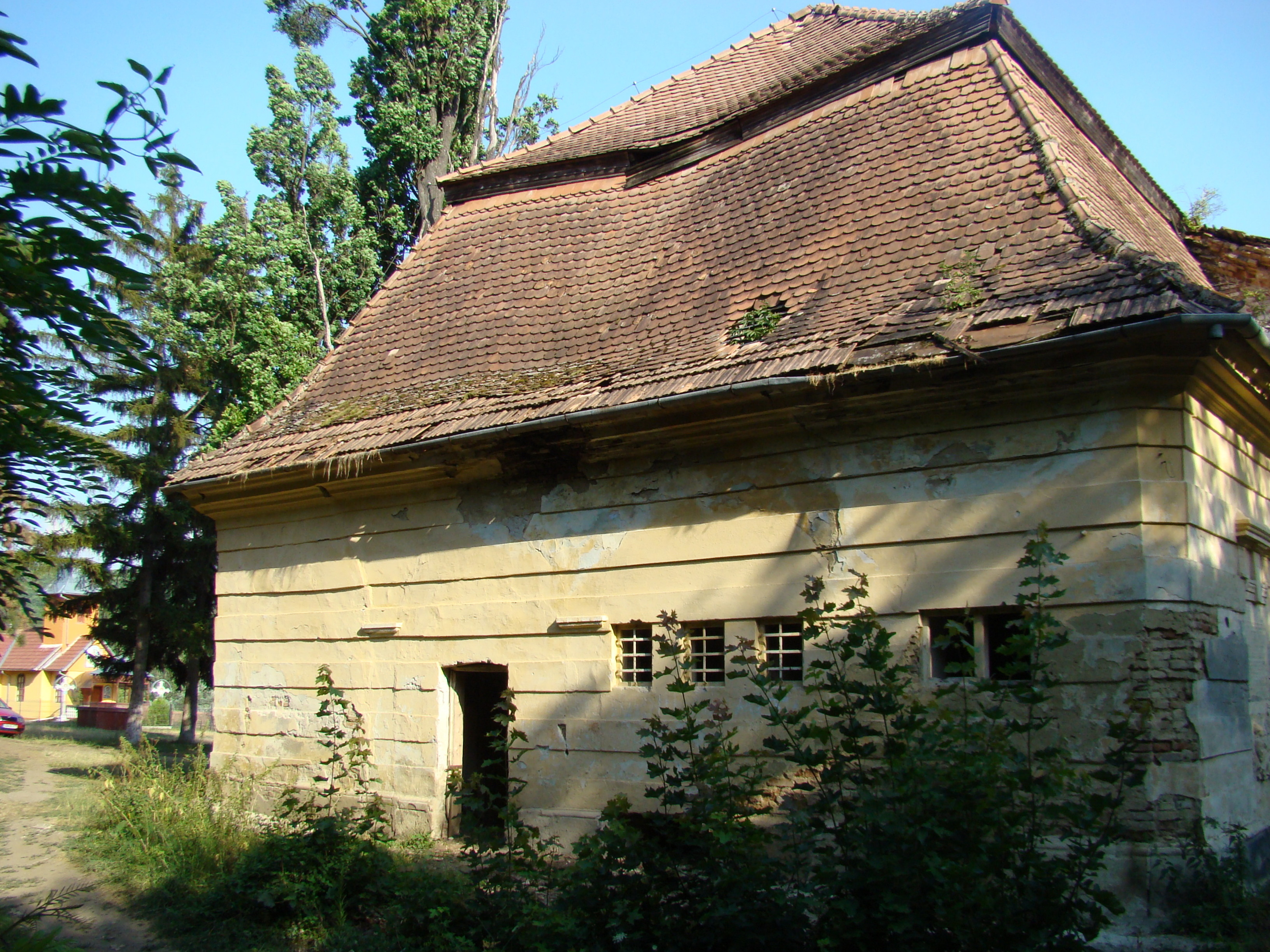
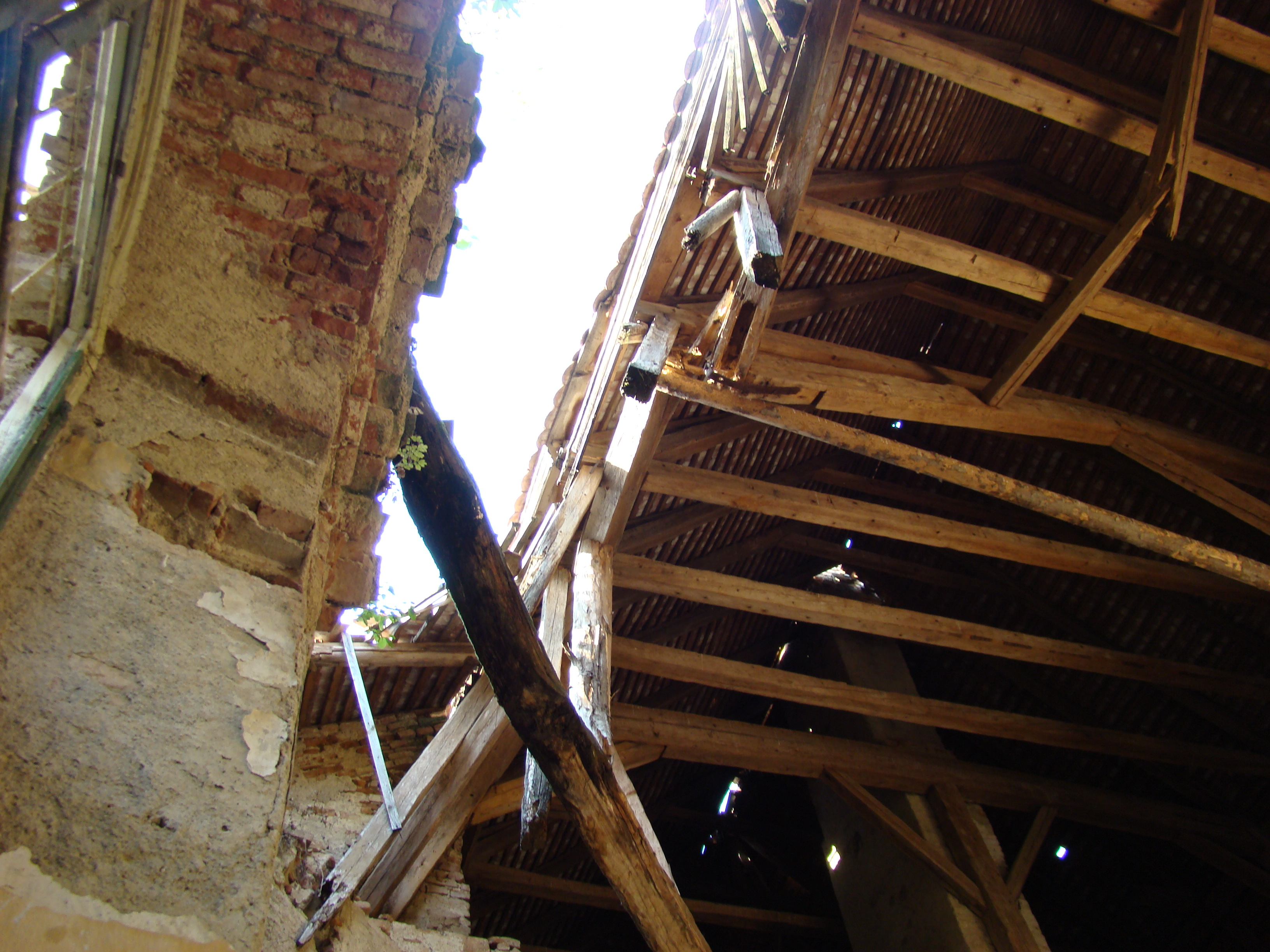
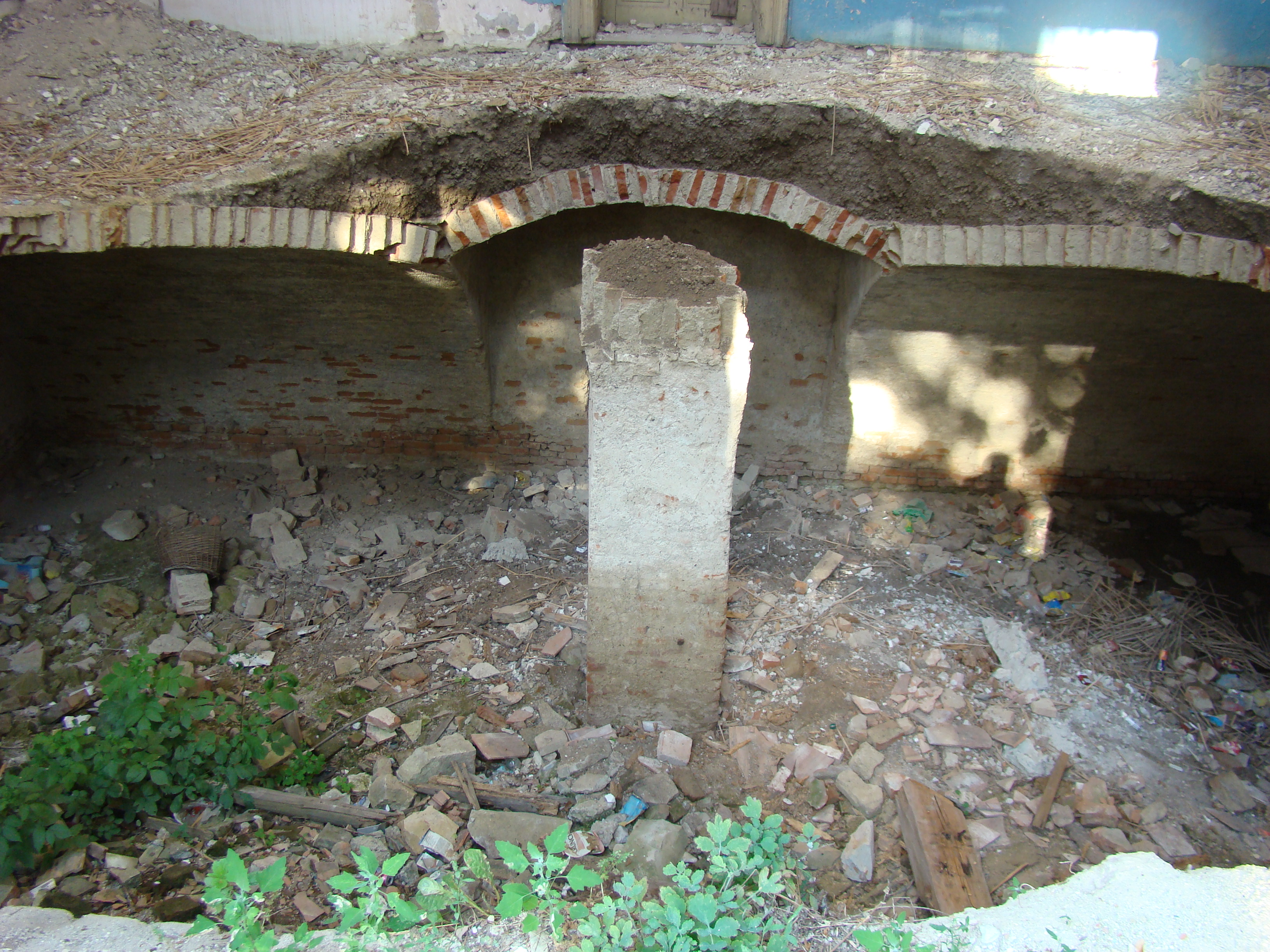
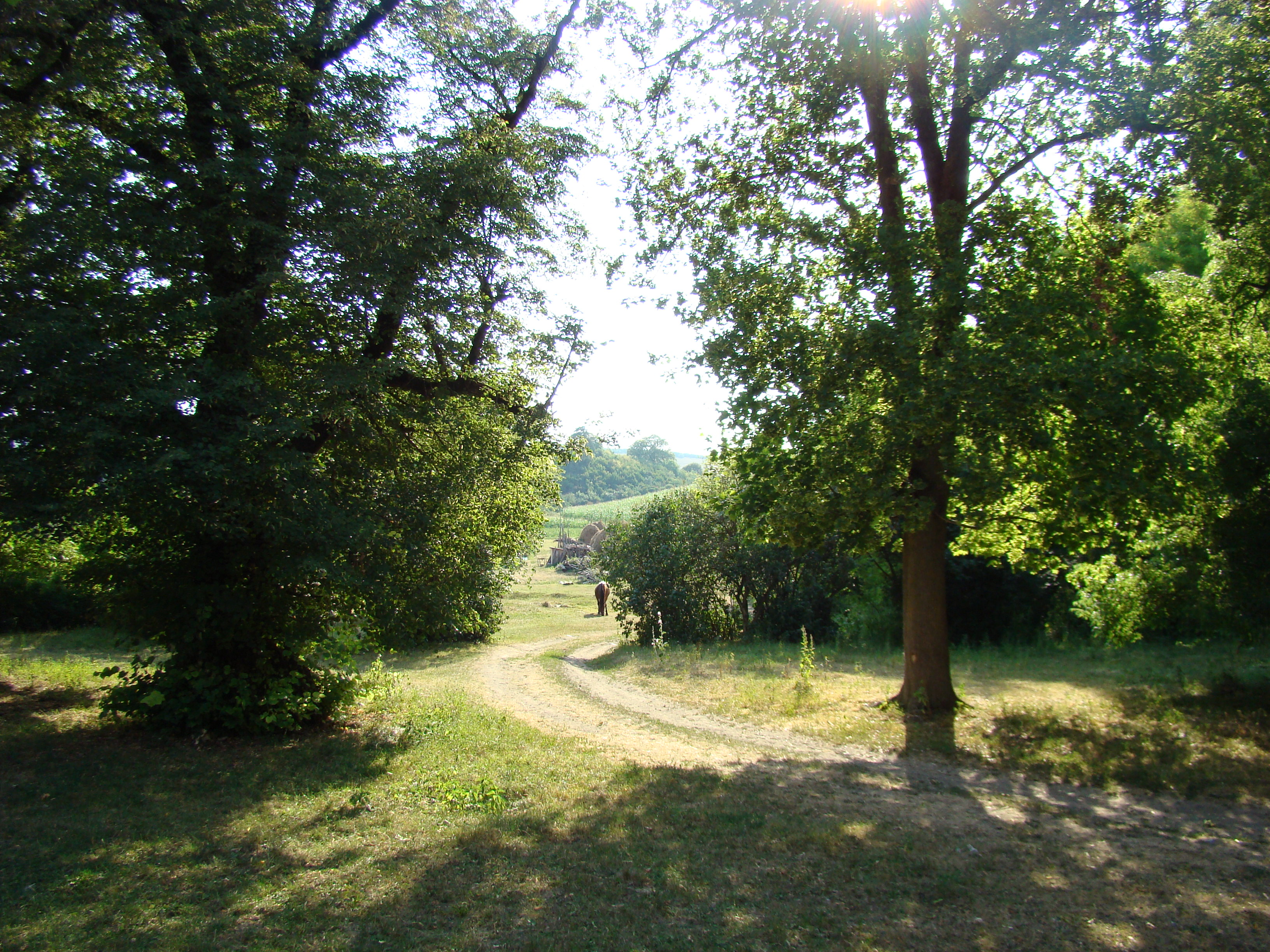